# 轮烯

[14]轮烯

[18]轮烯

轮烯（英語：Annulene）指双键完全共轭的单环多烯烃类。轮烯的化学通式可以表示为CnHn（当n为偶数时）

## 命名
轮烯命名时，以轮烯作为母体名，把环内碳原子总数用带方括号的阿拉伯数字标志在母体名称前。

## 举例
- 前三个轮烯是环丁二烯，苯和环辛四烯（分别是[4]轮烯、[6]轮烯、[8]轮烯）
- 一些轮烯，如环丁二烯、[10]轮烯和[14]轮烯是不稳定的，而环丁二烯最不稳定
- 具有平面结构的轮烯只有环丁二烯、苯、[18]轮烯
- 具有芳香性的轮烯有苯、[14]輪烯、[18]輪烯
- [8]轮烯具有非芳香性，[4]轮烯有反芳香性